# پایگاه نیروی هوایی رایت-پترسون
پایگاه نیروی هوایی رایت-پترسون (به انگلیسی: Wright-Patterson Air Force Base) یک فرودگاه است. این فرودگاه در شهر دیتون کشور ایالات متحده آمریکا قرار دارد. ستاد مرکز ملی اطلاعات فضایی در این پایگاه قرار دارد.